# Ostrów (Garwolin)
Pour les articles homonymes, voir Ostrów.
Ostrów (prononciation : [ˈɔstruf]) est un village polonais de la gmina de Maciejowice dans le powiat de Garwolin de la voïvodie de Mazovie dans le centre-est de la Pologne.
Il se situe à environ 11 kilomètres au nord-ouest de Maciejowice (siège de la gmina), 21 kilomètres au sud-ouest de Garwolin (siège du powiat) et à 60 kilomètres au sud-est de Varsovie (capitale de la Pologne).
Le village possède approximativement une population de 100 habitants.

## Histoire
De 1975 à 1998, le village appartenait administrativement à la voïvodie de Siedlce.